# Acanthopetalum hamatum
Acanthopetalum hamatum är en mångfotingart som beskrevs av Carl Graf Attems 1903. Acanthopetalum hamatum ingår i släktet Acanthopetalum och familjen Schizopetalidae. Utöver nominatformen finns också underarten A. h. eumenes.